# Dynasty Warriors (Computerspiel)
Dynasty Warriors (jap.: 三國無双 Sangokumusō) ist ein Computerspiel des japanischen Entwicklerstudios Omega Force für die Spielkonsole PlayStation und der erste Teil der gleichnamigen Serie. Anders als die nachfolgenden Spiele handelt es sich beim ersten Teil um ein Fighting Game. Es wurde vom japanischen Publisher Koei 1997 veröffentlicht.

## Spielprinzip

### Kampfsystem
Wie in anderen Spielen des Genres üblich, treten die Kämpfer einzeln zum Kampf an. Damit weicht der erste Teil von den späteren Spielen der Reihe ab, in denen die Figuren in Fraktionen gegliedert sind. Die Kämpfe in Dynasty Warriors werden, ähnlich wie bei Namcos Soul-Reihe, mit Waffen geführt, sind jedoch stärker auf Realismus ausgelegt. Tritte und Schläge sind nicht im Repertoire enthalten. Das Spielprinzip erfordert Reaktionsschnelligkeit und exaktes Timing. Ziel des Spielers ist es, die gegnerischen Attacken zu parieren, um den anschließend verwundbaren Gegner mit einer Gegenattacke zu kontern. Die Kämpfe werden zu unterschiedlichen Tageszeiten (Morgen, Nachmittag, Abend) in Arenen ausgefochten.

### Charaktere
Das Spiel umfasst 16 historische Figuren, zumeist aus der Zeit der Drei Reiche in China; lediglich die Charaktere Nobunaga und Toukichi stammen aus der Sengoku-Zeit Japans. Sechs Charaktere sind zu Anfang verborgen und müssen erst freigespielt werden.
| Shu Han      | Wei        | Wu               | Andere    |
| ------------ | ---------- | ---------------- | --------- |
| Guan Yu      | Cao Cao*   | Lu Xun           | Diao Chan |
| Zhang Fei    | Dian Wei   | Sun Shang Xiang* | Lu Bu*    |
| Zhao Yun     | Xiahou Dun | Taishi Ci        | Nobunaga* |
| Zhuge Liang* | Xu Zhu     | Zhou Yu          | Toukichi* |

* muss freigespielt werden

## Namensgebung
In Japan erschien das Spiel ursprünglich unter dem Titel Sangokumusō. Der Nachfolger wurde in Japan dagegen unter dem Titel Shin Sangokumusō veröffentlicht, da er deutlich vom ursprünglichen Genre und Stil des Erstlings abwich. Die nachfolgenden Titel wurden dann als Shin Sangokumusō 2 usw. veröffentlicht. International kam Shin Sangokumusō dagegen als Dynasty Warriors 2 auf den Markt, wodurch es zu einer dauerhaften Abweichung zwischen der Nummerierung im Japanischen und den internationalen Veröffentlichungen kam.

## Rezeption
- Gamespot: 7,2[1]
- IGN: 7,8[2]